# La canarina assassinata
La canarina assassinata è uno dei romanzi di S. S. Van Dine, il secondo della serie di gialli con Philo Vance.

## Trama
In un lussuoso appartamento di New York, un martedì mattina,  viene rinvento il corpo senza vita della celebre ballerina Margaret Odell, detta "la canarina" per via del vistoso costume giallo che era solita indossare durante le sue esibizioni. La cameriera al servizio della Odell, una volta rinvenuto il cadavere, si mette subito in contatto con la polizia. Dopo un breve sopralluogo, il Procuratore Distrettuale Markham decide di coinvolgere il suo amico Philo Vance, con il quale aveva avuto una discussione due sere prima sulle contraddizioni giuridiche rispetto ai meri fatti.
Sulla scena del delitto tutto è sottosopra, mostrando chiari segni di un furto. La signorina Odell è adagiata sul divano, con segni di strangolamento; l'omicidio sarebbe avvenuto tra le 22:30 e la mezzanotte di lunedì. Il sergente Heath, Markham e i loro colleghi sono convinti che sia una semplice effrazione, sennonché Vance nota come l'unico luogo non toccato dall'assassino sia l'armadio, la cui chiave è inserita all'interno e non all'esterno dell'anta. Le impronte fresche ritrovate sulla parte interna dell'armadio non lasciano dubbi: qualcuno era chiuso dentro, e Vance dubita che fosse l'assassino. Questo porta alla bizzarra teoria di due intrusi nascosti, l'uno ignaro della presenza dell'altro.
Nel corso delle indagini si scopre come la vittima fosse incline al ricatto economico verso gli uomini infatuati di lei. Questo porta le indagini verso chi aveva avuto rapporti con la donna nell'ultimo anno. Ma un intricato enigma attanaglia gli investigatori: come sono entrati due intrusi senza che nessuno li vedesse? Vance scoprirà, durante una partita a poker, modalità del delitto e colpevole dopo aver effettuato un accurato studio dei caratteri di tutti i possibili sospettati.

## Personaggi Principali
- Philo Vance - investigatore dilettante
- John F.X. Markham - procuratore distrettuale
- Ernest Heath - sergente di polizia
- Currie - maggiordomo di Vance
- Margaret Odell - la "Canarina"
- Amy Gibson - cameriera
- Charles "Pop" Cleaver - ex politico, amico della Canarina
- Kenneth Spotswoode - industriale, amico della Canarina
- Louis Mannix - importatore di pellicce, amico della Canarina
- Dottor Ambrose Lindquist - neurologo, amico della Canarina
- Tony Skeel "il Damerino" - gigolò e scassinatore, amico della Canarina
- Alys La Fosse - attrice, amica della Canarina
- William Elmer Jessup - centralinista
- Harry Spively - centralinista
- Snitkin, Guilfoyle, Burke, Tracy - poliziotti
- Conrad Brennan - esperto di arnesi da scasso
- Dottor Emanuel Doremus - medico legale
- "Doc" Wiley Allen - giocatore professionista di poker

## Edizioni
- S. S. Van Dine, La canarina assassinata, collana I Classici del Giallo Mondadori n. 571, Arnoldo Mondadori Editore, 1988,  p. 236.

## Opere derivate
Nella versione cinematografica The Canary Murder Case di Malcolm St. Clair e Frank Tuttle del 1929, il personaggio della Canarina venne portato sullo schermo da Louise Brooks, con William Powell nel ruolo di Philo Vance.
Dal romanzo è stata tratta nel 1974 una fiction televisiva omonima inserita nella miniserie Philo Vance, con Giorgio Albertazzi, nel ruolo del protagonista, e con Virna Lisi come attrice ospite.